# 中国水利博物馆
中国水利博物馆是浙江省杭州市萧山区一座以水利为主题的行业博物馆，为中华人民共和国水利部直属机构。博物馆位于宁围街道水博园内，主体建筑为塔形，建筑面积3.6万平方米，2010年3月22日开馆。